# 董村戏台
董村戏台，位于山西省运城市永济市卿头镇董村，是中华人民共和国全国重点文物保护单位之一。
2004年6月10日，授予山西省文物保护单位，是一座古建筑。2019年10月7日，董村戏台公布为第八批全国重点文物保护单位，编号8-0238-3-041。